# Menata Njie
Menata Njie (* 20. Jahrhundert) ist eine gambische Politikerin.

## Leben
| Parlamentswahl  | Stimmen | Stimmanteil        |
| --------------- | ------- | ------------------ |
| 1997            | 1.323   | 25,14 %            |
| 2002            | n/a     | nicht teilgenommen |
| 2007            | n/a     | nicht teilgenommen |
| 2012            | n/a     | nicht teilgenommen |
| 2013 (Nachwahl) | 3.703   | 87,92 %            |

Menata Njie heiratete den Politiker und Abgeordneten im gambischen Parlament Foday Makalo (ca. 1947–2014). Ihr Mann, der zunächst der Oppositionspartei National Convention Party (NCP), später der Regierungspartei Alliance for Patriotic Reorientation and Construction (APRC) angehörte, verließ 1999 das Land und tauchte ab, nachdem er Ziel eines Attentats durch das Regime von Yahya Jammeh gewesen sein soll. Nach offiziellen Angaben soll er die APRC um 100.000 Dalasi betrogen haben. Bei der Flucht ließ er seine Frau und die Kinder zurück.
Njie gehört der APRC an und war mit ihrer Kandidatur bei den Parlamentswahlen in Gambia 1997 eine der ersten Frauen, die sich zur Wahl stellten. Mit 25,14 % der abgegebenen Stimmen verlor sie den Wahlkreis Kiang West jedoch deutlich gegen Omar Kebba Mass (UDP, 64,71 %).
Um 2000 war sie für die APRC in Kiang West aktiv.
Am 5. Dezember 2013 gewann sie eine Nachwahl im Wahlkreis Kiang West mit deutlichem Vorsprung vor Pa Touray Bajinka (NRP) und rückte somit ins gambische Parlament nach. Die Wahl war nach der Verhaftung des Abgeordneten Yahya Dibba nötig geworden. Ab 2014 war sie als Abgeordnete in die Paritätische Parlamentarische Versammlung von EU und den Staaten Afrikas, der Karibik und des Pazifiks entsandt.
2016 wurde sie vom gambischen Präsidenten Yahya Jammeh mit dem July 22nd Revolution Award ausgezeichnet.
Bei den Parlamentswahlen 2017 trat sie nicht erneut an.